# Дорожинський Діонісій
Діонісій Дорожинський (31 липня 1866, Галич — 1 липня 1930, Старий Мізунь) — священник Української греко-католицької церкви, богослов, церковний і освітньо-культурний діяч.

## Життєпис
Діонісій Дорожинський народився в сім'ї священника Володислава Дорожинського (1838—1914) й Марії з роду Авдиковських. Початкову освіту здобув в академічній гімназії у Львові, де у 1885 з відзнакою склав іспит зрілості. Відтак у завершив богословські студії у Генеральній семінарії у Відні (1885–1889). У 1905 році у Віденському університеті на основі праці «De deluvio Noachitico» здобув ступінь доктора богослов'я.
Після рукоположення на священника у 1891 році став сотрудником Собору святого Юрія. Згодом іменований на вчителя при вчительській семінарії у Тернополі. У 1906–1907 роках викладав пастирське богослов'я та догматику у Львівському університеті. З 1920 почав викладати церковне право у Львівській духовній семінарії, а згодом й Львівській богословській академії.
Один із засновників Українського богословського наукового товариства, дійсний член і перший голова історично-правничої секції УБНТ. 1 червня 1930 року о. Діонісія Дорожинського запропоновано номінувати надзвичайним професором канонічного права Львівської богословської академії на основі праці «Огляд джерел орієнтального церковного права».

### Публікації
- «Начерк історії унії Руської Церкви з Римом» (Львів 1896)[4];
- «Етика» (Львів 1903);
- «Празничні картини греко-католицької церкви» (Львів 1908);
- «Про процеси по новому кодексі канонічного права» (Львів 1923);
- «Огляд джерел орієнтального церковного права» (Львів 1930).